# Alexandroff-Kompaktifizierung
Im mathematischen Teilgebiet der Topologie bezeichnet die Alexandroff-Kompaktifizierung (auch Einpunkt-Kompaktifizierung) eine Einbettung eines nicht kompakten topologischen Raumes in einen kompakten topologischen Raum durch Hinzunahme eines einzelnen Punktes. Diese Kompaktifizierung ist nach dem russischen Mathematiker Paul Alexandroff benannt. Er und Heinrich Tietze erkannten 1924 unabhängig voneinander, dass sich die aus der Funktionentheorie stammende Konstruktion der riemannschen Zahlenkugel zu dieser Kompaktifizierung verallgemeinern lässt. Sie ist für lokalkompakte Hausdorff-Räume bis auf Homöomorphie eindeutig bestimmt.

## Definition
Sei {\displaystyle (X,{\mathcal {T}})} ein topologischer Raum und {\displaystyle \infty } ein Element, das nicht aus {\displaystyle X} stammt. Zudem sei die Menge {\displaystyle X^{*}:=X\cup \{\infty \}} mit der Topologie
{\displaystyle {\mathcal {T}}^{*}:={\mathcal {T}}\cup \{X^{*}\setminus A\mid A\subseteq X,A{\text{ ist abgeschlossen und kompakt in }}(X,{\mathcal {T}})\}}
ausgestattet.
Dann ist {\displaystyle (X^{*},{\mathcal {T}}^{*})} ein kompakter Raum, der {\displaystyle (X,{\mathcal {T}})=(X,{\mathcal {T}}_{X^{*}}^{*})} als offenen Teilraum enthält. Die Kompaktifizierung ist durch die kanonische Injektion
{\displaystyle \iota \colon X\to X^{*},\quad \iota (x):=x}
gegeben.
Oft nennt man anstelle von {\displaystyle \iota } auch den Raum {\displaystyle (X^{*},{\mathcal {T}}^{*})} die Alexandroff-Kompaktifizierung von {\displaystyle (X,{\mathcal {T}})}, vorausgesetzt es handelt sich bei {\displaystyle X} um eine dichte Teilmenge von {\displaystyle X^{*}}.
Der Punkt {\displaystyle \infty } wird zuweilen auch als unendlich fern bezeichnet.

## Eigenschaften
Obige Konstruktion existiert für beliebige topologische Räume {\displaystyle (X,{\mathcal {T}})}. Sie liefert jedoch nur für Räume, die selbst noch nicht kompakt sind, tatsächlich eine Kompaktifizierung: Ist {\displaystyle (X^{*},{\mathcal {T}}^{*})} der nach der vorangehenden Definition gebildete topologische Raum, so ist die Einpunktmenge {\displaystyle \{\infty \}} offen, falls man {\displaystyle X} als kompakt voraussetzt. In diesem Fall liegt {\displaystyle X=\iota (X)} nicht dicht in {\displaystyle X^{*}} und die Injektion {\displaystyle \iota } liefert folglich keine Kompaktifizierung.
Es ist von Vorteil, wenn eine Kompaktifizierung die Trennungseigenschaften eines topologischen Raumes erhält.
So erhält die Alexandroff-Kompaktifizierung z. B. das T1-Axiom.
Die Hausdorff-Eigenschaft wird jedoch nur erhalten, wenn zusätzlich {\displaystyle (X,{\mathcal {T}})} als lokalkompakt vorausgesetzt ist. Dann ist aber die Alexandroff-Kompaktifizierung im folgenden Sinne eindeutig bestimmt:
Seien {\displaystyle (X_{1},{\mathcal {T}}_{1})} und {\displaystyle (X_{2},{\mathcal {T}}_{2})} kompakte Hausdorff-Räume und zudem {\displaystyle (X,{\mathcal {T}})} ein (lokalkompakter) Teilraum derselben, wobei {\displaystyle X_{1}\setminus X=\{\infty _{1}\}} und {\displaystyle X_{2}\setminus X=\{\infty _{2}\}} gelte, so sind {\displaystyle (X_{1},{\mathcal {T}}_{1})} und {\displaystyle (X_{2},{\mathcal {T}}_{2})} homöomorph.

## Beispiele
- Die projektive Erweiterung der reellen Zahlen {\displaystyle \mathbb {R^{*}} :=\mathbb {R} \cup \{\infty \}} ist, zusammen mit der entsprechend erweiterten Topologie, eine Alexandroff-Kompaktifizierung des lokalkompakten Raumes der reellen Zahlen mit euklidischer Topologie {\displaystyle \mathbb {R} }. Sie ist homöomorph zur Kreislinie {\displaystyle \mathbb {S} ^{1}}.
- Die riemannsche Zahlenkugel {\displaystyle \mathbb {C^{*}} :=\mathbb {C} \cup \{\infty \}} ist, ähnlich zum vorangehenden Beispiel, eine Alexandroff-Kompaktifizierung, durch welche man eine Homöomorphie zur Sphäre {\displaystyle \mathbb {S} ^{2}} erhält.[6]
- Allgemeiner ist für ein {\displaystyle n\in \mathbb {N} } die Alexandroff-Kompaktifizierung von {\displaystyle \mathbb {R} ^{n}} mit euklidischer Topologie homöomorph zur Einheitssphäre {\displaystyle \mathbb {S} ^{n}}.[7]
- Ist {\displaystyle X} ein nicht kompakter aber lokalkompakter Hausdorff-Raum, so ist die Banachalgebra der stetigen Funktionen auf seiner Alexandroff-Kompaktifizierung {\displaystyle C(X^{*})} isomorph zur Algebra {\displaystyle {\widetilde {C_{0}(X)}}} der stetigen Funktionen auf {\displaystyle X}, die im Unendlichen verschwinden, nach Adjunktion eines Einselementes.[8]

## Mehrpunkt-Kompaktifizierungen
Bettet man einen topologischen Raum in einen kompakten Raum ein, der endlich viele Punkte mehr enthält, so spricht man von einer Mehrpunkt-Kompaktifizierung oder im Falle von {\displaystyle N} zusätzlichen Punkten auch von einer {\displaystyle N}-Punkt-Kompaktifizierung.
Diese Idee lässt sich weiter zu abzählbaren Kompaktifizierungen verallgemeinern.

### Definition
Sei {\displaystyle N\in \mathbb {N} ,N\geq 1} und {\displaystyle (X,\tau )} ein topologischer Raum und {\displaystyle (Y,\sigma )} ein kompakter Raum. Eine Kompaktifizierung
{\displaystyle \iota \colon X\to Y}
heißt {\displaystyle N}-Punkt-Kompaktifizierung von {\displaystyle X}, falls
{\displaystyle |Y\setminus X|=N}
gilt.

### Eigenschaften
Für topologische Räume {\displaystyle (X,\tau )} sind die beiden folgenden Aussagen äquivalent:
- Der Raum {\displaystyle X} besitzt eine {\displaystyle N}-Punkt-Kompaktifizierung {\displaystyle (Y,\sigma )} mit Hausdorff-Eigenschaft.
- Der Raum {\displaystyle X} ist ein lokalkompakter Hausdorff-Raum und es existieren eine {\displaystyle N}-elementige Familie {\displaystyle (V_{i})_{i=1,\dots ,n}} nichtleerer paarweise disjunkte Teilmengen {\displaystyle V_{1},\dots ,V_{N}\in \tau }, sodass einerseits

{\displaystyle K:=X\setminus (V_{1}\cup \cdots \cup V_{N})}
kompakt ist und andererseits für jedes {\displaystyle k=1,\dots ,N}  die Menge
{\displaystyle X\setminus (V_{1}\cup \cdots V_{k-1}\cup V_{k+1}\cup \cdots V_{N})=K\cup V_{k}}
nicht mehr kompakt ist.
Falls {\displaystyle X} eine {\displaystyle N}-Punkt-Kompaktifizierung besitzt, so besitzt {\displaystyle X} insbesondere auch eine {\displaystyle M}-Punkt-Kompaktifizierung für alle {\displaystyle M<N}.
Eine {\displaystyle N}-elementige Familie {\displaystyle (V_{i})_{i=1,\dots ,N}} im Sinne obiger Charakterisierung nennt man auch einen {\displaystyle N}-Stern. Jeder {\displaystyle N}-Stern gibt Anlass zu einer {\displaystyle N}-Punkt-Kompaktifizierung. Auf der Menge aller {\displaystyle N}-Sterne lässt sich wie folgt eine Äquivalenzrelation definieren:
Zwei {\displaystyle N}-Sterne {\displaystyle (V_{i})_{i=1,\dots ,N}} und {\displaystyle (W_{i})_{i=1,\dots ,N}} heißen äquivalent, falls
{\displaystyle {\big (}X\setminus (V_{1}\cup \cdots \cup V_{N}){\big )}\cap {\big (}X\setminus W_{k}{\big )}}
kompakt ist, für alle {\displaystyle k=1,\dots ,N}.
Es existiert eine 1-zu-1 Beziehung zwischen Äquivalenzklassen von {\displaystyle N}-Sternen und {\displaystyle N}-Punkt-Kompaktifizierungen.

### Beispiele
- Die affine Erweiterung der reellen Zahlen {\displaystyle [-\infty ,\infty ]} ist gerade die Zwei-Punkt-Kompaktifizierung von {\displaystyle \mathbb {R} }.[11] Die reellen Zahlen besitzen nur {\displaystyle N}-Punkt-Kompaktifizierungen für {\displaystyle N\leq 2}.[9]

- Die komplexen Zahlen und allgemeiner der euklidische {\displaystyle \mathbb {R} ^{n}} mit {\displaystyle n>1} besitzen keine {\displaystyle N}-Punkt-Kompaktifizierung für {\displaystyle N>1}.

- Für jede natürliche Zahl {\displaystyle N>0} existiert ein topologischer Raum, welcher eine {\displaystyle N}-Punkt-Kompaktifizierung aber keine {\displaystyle M}-Punkt-Kompaktifizierung für {\displaystyle M>N} besitzt:

Man betrachte dazu die Strahlen
{\displaystyle L_{n}:={\big \{}(x,y)\in \mathbb {R} ^{2}\mid y=x\cdot n^{-1},\;x\geq 0{\big \}},\quad n=1,\dots ,N},
und deren Vereinigung
{\displaystyle S_{N}:=\bigcup _{n=1}^{N}L_{n}}
als topologischen Raum mit Teilraumtopologie. Für {\displaystyle K=\{(0,0)\}} gilt dann
{\displaystyle S_{N}\setminus K=\bigcup _{n=1}^{N}{\big (}L_{n}\setminus K{\big )}}
und {\displaystyle K\cup (L_{k}\setminus K)} ist für kein {\displaystyle k=1,\dots ,N} kompakt.